# Fira (metropolitana di Barcellona)
Fira è una stazione della Linea 9 Sud della metropolitana di Barcellona entrata in servizio il 12 febbraio 2016. Nel progetto iniziale la stazione era identificata con il nome provvisorio Pedrosa|Fira
La stazione si trova nel comune di L'Hospitalet de Llobregat nell'area Fira2 della zona fieristica di Barcellona.
Secondo le previsioni iniziali, la stazione avrebbe dovuto entrare in servizio nel 2007 ma ritardi realizzativi e problemi economici ne hanno posticipato l'inaugurazione al 2016, con il resto della tratta sud della Linea 9.